# Martin Noth
Martin Noth (Dresda, 3 agosto 1902 – Shivta, 30 maggio 1968) è stato un ebraista tedesco.
Docente all'università di Lipsia dal 1928 al 1930, a Königsberg dal 1930 al 1945 e a Bonn dal 1945 al 1965, in quell'anno divenne direttore dell’Istituto tedesco di Gerusalemme. Morì durante un'escursione archeologica nel sito di Shivta, nel deserto del Negev.
Fecondo biblista, è ricordato soprattutto per la sua Storia d'Israele (1950) e per gli studi sul processo di composizione dell'Antico Testamento. In particolare mise in luce le affinità teologiche fra il Deuteronomio e i successivi libri storici  (Giosuè, Giudici, Samuele, Re) coniando il concetto di "storia deuteronomista".